# زراعه النخيل في السودان

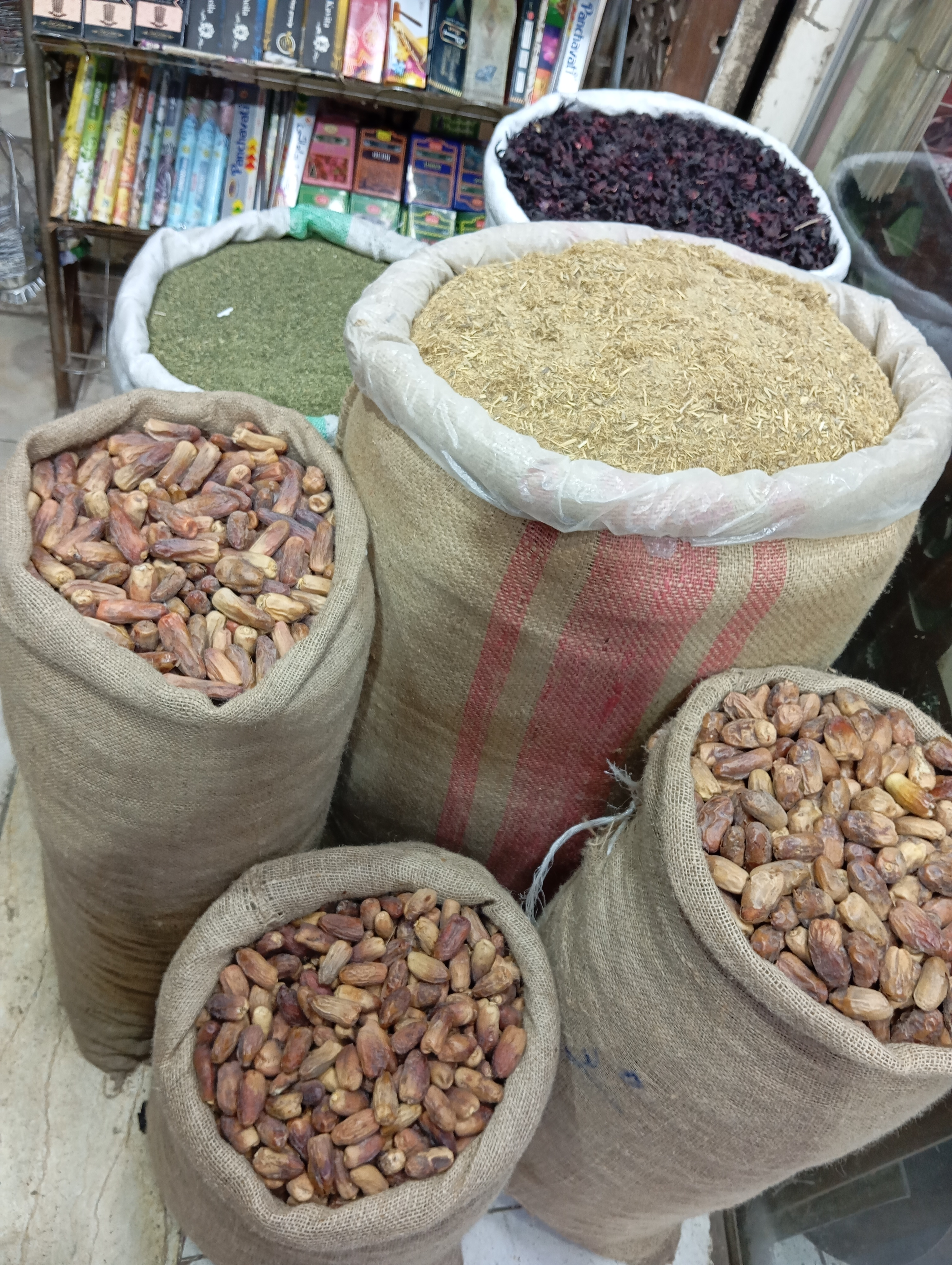
تمور السودان

البيئه السودانيه واحده من البيئات التي تناسب زراعه اشجار النخيل بسبب مناخ السودان الذي يناسب اشجار النخيل. تلعب شجرة النخيل دورا محوريا في حياة السودانيين، فهي تعتبر مصدر رزق للكثيرين، كما تعتبر التمور مصدرا للفأل الطيب، إذ تقدم بشكل واسع في المناسبات السعيدة تبركا بها.
ويعيش أكثر من مليون شخص في السودان على زراعة النخيل، التي يتركز أكثر من 80 في المئة منها على الشريط النيلي الواقع شمال العاصمة الخرطوم.
وتنتج مزارع النخيل في المنطقة الشمالية أكثر من 18 نوعا من التمور، ويحتل السودان المرتبة الثامنة عالميا بإنتاج يقدر بنحو 425 ألف طن سنويا.

## التوزيع الجغرافي
النخيل من النباتات شبه المدارية في السودان، تكثر زراعته في المناطق الصحراويه وذات الطبيعة القاسيه القاحله بين خطى عرض 15 - 530 شمال خط الاستواء، وتتركز في 3 ولايات رئيسية هي الولاية الشمالية ولاية نهر النيل وولاية شمال دارفور التي يوجد فيها بما يقدر (81.4%) من إجمالي أشجار النخيل في السودان، ويتوزع الباقي في ولايات مختلفه مثل الخرطوم، الجزيرة، كسلا وولاية البحر الاحمر.

## الانتاجيه
وبالتقريب يحتوي السودان علي نحو 8 ملايين نخلة، تنتج سنويا نحو 425 ألف طن من التمور والبلح تذهب غالبيتها للاستهلاك المحلي باستثناء بعض دول الجوار الأفريقي التي تستورد ثمار التمور من السودان، ويخطط السودان لزراعة 10 ملايين نخلة بعد استيراد شتول جيده من دول الجوار، خصوصا من دول الخليج، وهي السلالات التي أثبتت نجاحها ومواءمتها للبيئة السودانية، إضافة إلى إنتاجيتها العالية.
وتتوافر مقومات مناخية مناسبة في السودان يمكن أن تضعه في مقدمة الدول في مجال زراعة أشجار للنخيل، فإدخال أنواع جديدة خلق نوعا من المنافسة بين المنتج المحلى والمستورد، وأتاح الاستثمار في زراعة النخيل الفرصة لإدخال نحو نصف مليون نخلة، يخطط لزيادتها لتبلغ 10 ملايين نخلة، مع التطرق لمعالجه الطرق التي تخزن بها الانتاجيه.